# Plantago annua
Plantago annua är en grobladsväxtart som beskrevs av O. Ryding. Plantago annua ingår i släktet kämpar, och familjen grobladsväxter. Inga underarter finns listade i Catalogue of Life.